# Bluesign

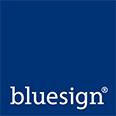
Logo

bluesign ist ein Nachhaltigkeitsstandard für die Herstellung von Textilien, der besonders Aspekte der Chemikaliensicherheit berücksichtigt und gleichzeitig damit ein Textilsiegel. Träger des Standards ist die bluesign technologies AG, eine Aktiengesellschaft mit Sitz in der Schweiz. Sie wurde von Chemie- und Textilexperten im Jahr 2000 gegründet.

## Verfahren
Produkte, welche zu mindestens 90 % in von Bluesign zertifizierten Fabriken verarbeitet werden, dürfen das „bluesign product“-Siegel tragen. Das Siegel „bluesign approved“ wird an verwendete Chemikalien und Komponenten vergeben, sollten diese die Anforderungen von bluesign erfüllen. Die Entwicklung und Einhaltung der Standards wird von einem aus Wissenschaftlern und Nachhaltigkeitsexperten bestehenden Advisory Board überwacht und betreut.
Kleidung, die dem Standard entsprechend hergestellt wurde, kann mit einem eingenähten Siegel versehen werden oder anderweitig auf die Anwendung des bluesign-Standards hinweisen. Die Bewertung umfasst den gesamten Herstellungsprozess von Textilprodukten und stellt auch Kriterien hinsichtlich der verwendeten Chemikalien auf.
Der Standard wird vor allem in Europa, Nordamerika und Asien verwendet. Zu den Marken, die zumindest teilweise den Standard verwenden oder verwendet haben, gehören u. a. adidas, asics, Brooks, Burton, Deuter, Edelrid, Gore, Jack Wolfskin, Mammut, Marmot, Nike, Patagonia und vaude.

## Bewertung
Die Umweltorganisation Greenpeace kam 2016 bei einer Bewertung mehrerer Textilsiegel bei „bluesign product“ zu dem Ergebnis, dass es „eingeschränkt empfehlenswert“ sei. Der Standard würde Herstellern zwar umfassende Kriterien und Einschränkungen bei verwendenden Substanzen vorgeben, jedoch sei die Verwendung von als kritisch zu betrachtende Stoffe wie Perfluorcarbone möglich.
Das Bewertungsportal Siegelklarheit kommt zu dem Ergebnis, dass der Standard in den Bereichen Glaubwürdigkeit und Umweltfreundlichkeit besonders hohe Anforderungen an die Hersteller stellen würde, bei der Sozialverträglichkeit seien die Kriterien wiederum nicht ausreichend. Laut dem Portal sei das Siegel „bluesign product“ insgesamt trotzdem eine gute Wahl und schneide im Vergleich mit anderen Standards, etwa dem Blauen Engel, nicht bedeutend schlechter ab.